# Hipolipoproteinemie
Hipolipoproteinemie – grupa chorób metabolicznych, związanych z zaburzeniami gospodarki lipidowej, objawiających się niedoborem lipoprotein w organizmie.

## Podział
- pierwotne:
  - choroba tangierska
  - hipoalfalipoproteinemia
  - abetalipoproteinemia
  - hipobetalipoproteinemia
  - rodzinny niedobór acylotransferazy lecytynowo-cholesterolowej
- wtórne:
  - wyniszczenie
  - zespoły złego wchłaniania
  - enteropatia z utratą białka
  - nadczynność tarczycy
  - niewydolność wątroby
  - obecność przeciwciał przeciwko lipoproteinom

Przeczytaj ostrzeżenie dotyczące informacji medycznych i pokrewnych zamieszczonych w Wikipedii.